# Ctenocella filiformis
Ctenocella filiformis är en korallart som först beskrevs av Toeplitz 1889.  Ctenocella filiformis ingår i släktet Ctenocella och familjen Ellisellidae. Inga underarter finns listade i Catalogue of Life.